# Asperdaphne desalesii
Asperdaphne desalesii é uma espécie de gastrópode do gênero Asperdaphne, pertencente a família Raphitomidae.